# Simón Januensis
Simón Januensis, o Simon de Génova, de quien poco se sabe más allá de lo que se revela en el incipit y prefacio de los Clavis sanationis. En el incipit Simon se refiere a sí mismo como subdyaconus et capellanus medicus en la curia papal del Papa Nicolás IV (1288-1292). Tradicionalmente, un subdiácono había sido un ministro sagrado cuyas funciones eran para preparar el pan, el vino, vasos, y cantar la epístola durante la misa mayor,  y los capellanes eran clérigos encargados de la capilla que lleva a cabo tareas no parroquiales. Sin embargo, en el siglo XI las oficinas se ampliaron y transformaron para ser sobre todo litúrgicas en las oficinas gubernamentales de la curia. Como subdyaconus et capellanus Medicus los deberes de Simon, por tanto, habrían incluido la atención a las necesidades médicas de Nicolás IV.
Nicolás IV, previamente Girolamo Masci, fue el primer fraile franciscano en convertirse en Papa. Nicholas tenía estrechos vínculos con la familia Colonna en Roma y obtuvo críticas por supuestamente estar bajo el control de la familia después de la concesión de ellos con posiciones de poder cuando se convirtió en Papa. Su pontificado fue notable para el envío del fraile franciscano Juan de Montecorvino a la curia de la Gran Kubla Khan en 1289, que dio sus frutos en forma de primer establecimiento de la Iglesia católica en China. La caída de Acre en 1291 marcó el fin de los estados cruzados en Tierra Santa, y en respuesta Nicolás emitió una apelación cruzada, pero fue en vano. Su tema del boletín Coelestis Altitudo en 18 de junio de 1289 fue significativo para aumentar el poder del Colegio Cardenalicio.The Oxford Dictionary of Popes, ed. by J.N.D. Kelly and Michael J. Walsh, 2nd rev. edn. (Oxford, 2010), pp. 206-08.
A finales del siglo XIII, cuando Simon era el médico de Nicolás IV, la curia papal se sigue basando en Italia (que se trasladó a Aviñón en 1309). Registros papales de Nicholas muestran que en la mayor parte de su pontificado la curia se podía encontrar en las residencias papales en Rieti, Orvieto, y Santa María la Mayor. Durante las primeras semanas de su pontificado, Nicholas se quedó en el Palacio de Letrán, y utilizó San Pedro en la ocasión.
Simon se animó a escribir la Clavis por otro miembro de la curia papal, Campano de Novara, que era un astrólogo, astrónomo y médico (d.1296). Se señala en el prefacio que Simon envió a Campano una copia de la Clavis para ganarse la estimación de la obra. Simon pasó unos treinta años recopilando la Clavis, tiempo durante el cual realizó visitas a los monasterios romanos, encargó copias de manuscritos, y estudió tratados médicos en latín, griego y árabe. Simon consultó obras que ya no están vigentes, como la de Demóstenes Oftalmología ( Opthalmikos ), y él era el único enciclopedista del siglo XIII que utiliza ambas versiones del Dioscórides, De Materia Medica.